# Douvres-la-Délivrande
Douvres-la-Délivrande település Franciaországban, Calvados megyében. Lakosainak száma 5123 fő (2022. január 1.). Douvres-la-Délivrande Basly, Bény-sur-Mer, Bernières-sur-Mer, Cresserons, Langrune-sur-Mer, Luc-sur-Mer, Mathieu, Saint-Aubin-sur-Mer és Colomby-Anguerny községekkel határos.

## Népesség
A település népességének változása:
| Lakosok száma | 1844 | 2877 | 3983 | 4877 | 5131 | 5190 | 5062 | 4973 | 5076 | 5123 |
|               | 1968 | 1982 | 1990 | 2006 | 2013 | 2015 | 2017 | 2019 | 2020 | 2022 |